# أفشار (كابل)
أفشار (بالدرية: افشار) هي مستوطنة جبلية تقع في غرب مدينة كابل عاصمة أفغانستان. معظم سكانها من عرقية القزلباش.